# South Boston Speedway
Der South Boston Speedway, auch „SoBo“ genannt, ist ein 0,4 Meilen langes Short Track Oval das etwa 3,5 km nordöstlich von South Boston im Bundesstaat Virginia in den Vereinigten Staaten zu finden ist. Die seit 1957 bestehende Strecke hat eine lange NASCAR-Geschichte und wird noch heute für regionale Stock-Car Meisterschaften genutzt.

## Geschichte

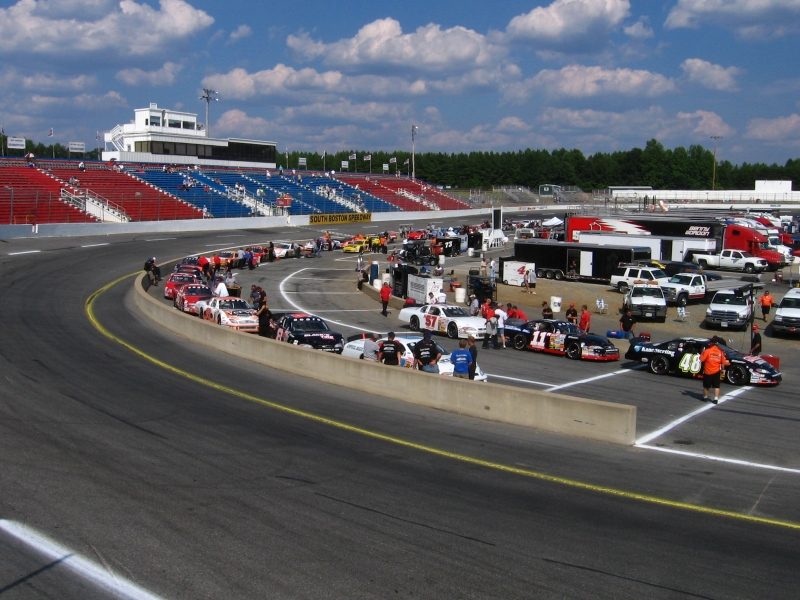
South Boston Speedway 2008

Im August 1957 wurde der South Boston Speedway eröffnet. Damals handelte es sich noch um eine Dirt-Track Strecke, welche Sitzplätze für 1.000 Zuschauer bot. Am 10. August 1957 fand das erste Rennen statt, das erste von NASCAR ausgetragene Rennen fand am 16. April 1960 statt. Es handelte sich dabei um ein 50 Runden langes Modified Showrennen, welches von Johnny Roberts aus Baltimore gewonnen wurde. Das Preisgeld belief sich auf 500 US-Dollar. 
Fünf Jahre nach der Eröffnung wurde die Streckenlänge auf 0.357 Meilen (0.575 Kilometer) erhöht, der Kurs asphaltiert und eine Betonmauer um den Kurs herum gebaut. Die heutige Monster Energy NASCAR Cup Series fuhr zuletzt 1971 in South Boston. Ende 1972 wurde der South Boston Speedway ganz aus dem NASCAR Kalender genommen. 1977 wurde das Oval von NASCAR wieder aufgenommen. 
1994 wurde die Streckenlänge leicht erhöht. Die Streckenlänge betrug 0.4-Meilen (0.644 Kilometer), was der heutigen Länge des Ovals entspricht. Die Xfinity Series war bis ins Jahre 2000 und die Camping World Truck Series bis 2003 auf diesem Oval zu Gast.
Aktuell sind Chase Brashears und seine Frau Carly für das Management der Strecke verantwortlich. Sie lösten Cathy Rice und Helen Barksdale ab, die von 2000 bis 2021 in dieser Position tätig waren.

## Veranstaltungen
Zwischen 1960 und 1972 fanden insgesamt 10 mal Rennen der NASCAR Grand National Series bzw. NASCAR Winston Cup Series (der heutigen NASCAR Cup Series) -  auf dem Kurs statt. Rekordsieger bei diesen Rennen war Richard Petty, der insgesamt 5 der 10 auf dem Kurs ausgetragenen Läufe gewann. Die NASCAR Busch Series - heute als Xfinity Series bekannt - gastierte zwischen 1982 und 2000 insgesamt 31 mal auf dem Short Track.
Auf der Strecke finden jährlich etwa 12 Veranstaltungen für lokale Rennklassen statt, darunter die Late Model Stock Cars, Budweiser Limited Sportsman, Southside Disposal Pure Stock und die VSP Heat Hornets. Die East Coast Flathead Ford Racing Association und der Southern Ground Pounders Vintage Racing Club treten bei ausgewählten Veranstaltungen auf. Im Jahr 2022 führte die Strecke mit der Mills Family Practice Champ Karts eine neue Serie ein, die schnell an Popularität gewann. Die USAC Eastern Midgets bestritten 2022 einige Rennen.
Unter anderem veranstalten heutzutage (Stand 2024) die NASCAR Late Model Stock Car Series mit dem zur Virginia Late Model Triple Crown hinzuzählenden Thunder Road Harley-Davidson 200, die CARS Late Model Stock Tour und die SMART Modified Tour Rennen auf dem South Boston Speedway.